# Asdrúbal Fontes Bayardo
Asdúbal Esteban Fontes Bayardo (26 de dezembro de 1922 –9 de julho de 2006), foi um automobilista de automóveis uruguaio, mais conhecido por sua inscrição no GP da França de 1959 de Fórmula 1.

## Força livre
Durante os anos 50, Fontes Bayardo, conhecido como "Pocho", participou de diversas provas da categoria Força Livre para monopostos na América do Sul. Em 14 de outubro de 1956, na inauguração do circuito de El Pinar, venceu o Grande Prêmio Juan Manuel Fangio, pilotando um Maserati 4 CLT com motor Chevrolet. No final do ano seguinte, venceu, com o mesmo carro, uma prova disputada em Interlagos.

## Fórmula 1
Foi para a Europa em 1959, juntamente com o brasileiro Fritz d'Orey, para correr na Scuderia Centro Sud. Sua única participação na Fórmula 1 foi nos treinos do Grande Prêmio da França, quando não conseguiu tempo para classificação. Eventualmente, é citado como inscrito, ainda, na prova seguinte, disputada na Grã-Bretanha, porém sem comparecer.
Alguns anos antes, em 1956, contudo, ele havia participado de maneira mais decisiva numa prova da categoria, mas não pilotando. No Grande Prêmio da Argentina, que abria aquela temporada da Fórmula 1, Juan Manuel Fangio saiu da pista na volta 25, na curva Ascari, e ficou preso no barro, sendo empurrado por um fiscal de prova e por Fontes Bayardo, que, oficialmente, não tinha nenhuma participação na prova. A partir daí, Fangio, que já havia perdido seu carro e, no momento do incidente, assumira o de Luigi Musso, partiu para a vitória que seria a primeira de seu quarto título. Anos depois, Fangio admitiu que havia passado o restante da prova aguardando a sua desclassificação, o que nunca ocorreu.

## Depois do Automobilismo
Depois de abandonar as pistas, Bayardo manteve-se em contato com os automóveis, gerenciando revendas General Motors no departamento de Maldonado. Em 1963 participou da fundação da IAMSSA (Industrias Automotores Mar y Sierra S. A.), que montava, em sua cidade natal, picapes sobre as mecânicas do Opel Rekord e do Ford Taunus, chamadas Marina. Em 1972, a empresa foi vendida à FIAT da Argentina. Asdrúbal Fontes Bayardo faleceu em Montevidéu, em 2006, aos 83 anos de idade.

## Resultados na Fórmula 1
(legenda)
| Ano  | Equipe              | Chassis       | Motor       | 1   | 2   | 3   | 4         | 5   | 6   | 7   | 8   | 9   | Pontos | Posição |
| ---- | ------------------- | ------------- | ----------- | --- | --- | --- | --------- | --- | --- | --- | --- | --- | ------ | ------- |
| 1959 | Scuderia Centro Sud | Maserati 250F | Maserati L6 | MON | 500 | NED | FRA DNS D | GBR | GER | POR | ITA | USA | –      | –       |